# Zemský okres Cochem-Zell
Zemský okres Cochem-Zell (německy Landkreis Cochem-Zell) je zemský okres v německé spolkové zemi Porýní-Falc. Sídlem správy zemského okresu je město Cochem. Má přibližně 62 tisíc obyvatel. 

## Města a obce
Města:
1. Cochem
2. Kaisersesch
3. Ulmen
4. Zell (Mosel)

Obce:
1. Alf
2. Alflen
3. Altlay
4. Altstrimmig
5. Auderath
6. Bad Bertrich
7. Beilstein
8. Beuren
9. Binningen
10. Blankenrath
11. Brachtendorf
12. Bremm
13. Briedel
14. Brieden
15. Briedern
16. Brohl
17. Bruttig-Fankel
18. Büchel
19. Bullay
20. Dohr
21. Dünfus
22. Düngenheim
23. Ediger-Eller
24. Ellenz-Poltersdorf
25. Eppenberg
26. Ernst
27. Eulgem
28. Faid
29. Filz
30. Forst (Eifel)
31. Forst (Hunsrück)
32. Gamlen
33. Gevenich
34. Gillenbeuren
35. Greimersburg
36. Grenderich
37. Hambuch
38. Haserich
39. Hauroth
40. Hesweiler
41. Illerich
42. Kaifenheim
43. Kail
44. Kalenborn
45. Kliding
46. Klotten
47. Landkern
48. Laubach
49. Leienkaul
50. Lieg
51. Liesenich
52. Lütz
53. Lutzerath
54. Masburg
55. Mesenich
56. Mittelstrimmig
57. Möntenich
58. Moritzheim
59. Moselkern
60. Müden (Mosel)
61. Müllenbach
62. Neef
63. Nehren
64. Panzweiler
65. Peterswald-Löffelscheid
66. Pommern
67. Pünderich
68. Reidenhausen
69. Roes
70. Sankt Aldegund
71. Schauren
72. Schmitt
73. Senheim
74. Sosberg
75. Tellig
76. Treis-Karden
77. Urmersbach
78. Urschmitt
79. Valwig
80. Wagenhausen
81. Walhausen
82. Weiler
83. Wirfus
84. Wollmerath
85. Zettingen